# Nussknacker
Ein Nussknacker ist ein Werkzeug zum Öffnen von Nüssen bzw. zum Knacken der Nussschalen. Nussknacker gibt es in verschiedenen Formen und Varianten.

## Typen

### Funktionale Nussknacker

Benutzung eines Nussknackers

- Zangenartige Nussknacker bestehen aus zwei Armen, die mit einem Gelenk verbunden sind. Die Nuss wird zwischen die Arme gelegt, diese werden daraufhin zusammengedrückt, wodurch die Nussschale gesprengt wird.
- Schraubnussknacker, Spindelnussknacker bestehen aus zwei Teilen: einer Art Schale, in die die Nuss hineingelegt wird, und einem Deckel oder einer in die Schale hineindrehbaren Schraube. Beim Zuschrauben wird die Nussschale zerstört.
- Beim Schleudernussknacker wird die Nuss in einen Luftballon eingelegt, der in einem Metallzylinder eingespannt ist. Dann wird dieser zurückgezogen und losgelassen, die Nuss zerschellt an der gegenüberliegenden Metallwand des Nussknackers.

Neben diesen Hauptformen existieren zahlreiche weitere Ausführungen, bei denen die Nüsse durch Druck oder Schlag auf die Schale geknackt werden. So bildet beim Nussknacker von Drosselmeyer  ein Metallbecher das Widerlager. Über einen Hebelmechanismus wird die Bewegung des Griffs auf eine federnd gelagerte Metallplatte übertragen, die die Nuss im Becher zusammendrückt. Durch die Hebelwirkung verringert sich die zum Nussknacken erforderliche Kraft. Ein anderer Typ besteht aus einer Gummiglocke mit mittig eingesetzter, gerillter Metallschlagplatte, die auf einen Metallboden aufgesetzt wird. Ein Schlag mit der Hand auf die Gummiglocke sprengt die Nuss, die in eine Mulde im Metallboden gelegt wurde.

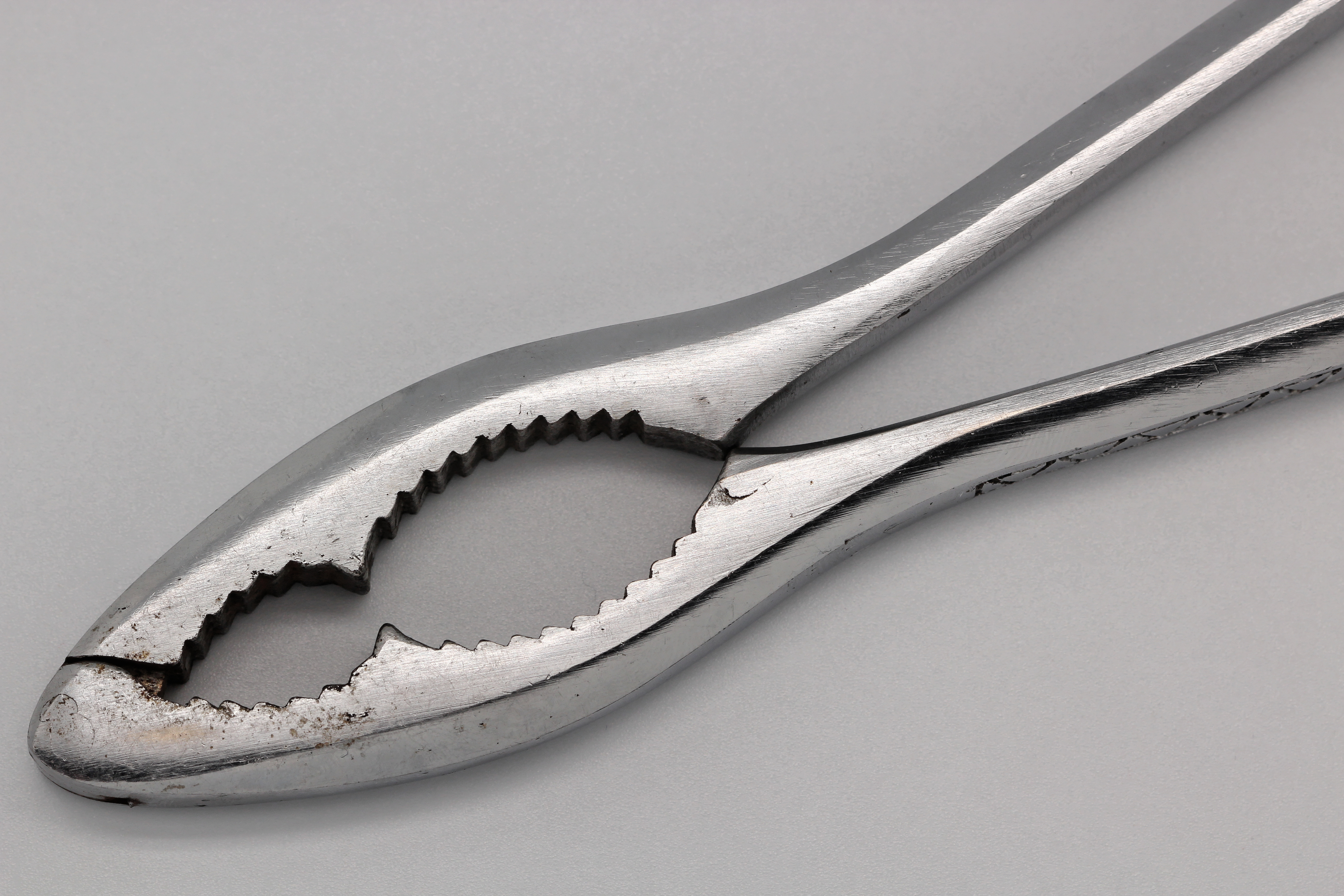
Ein zangenartiger Nussknacker
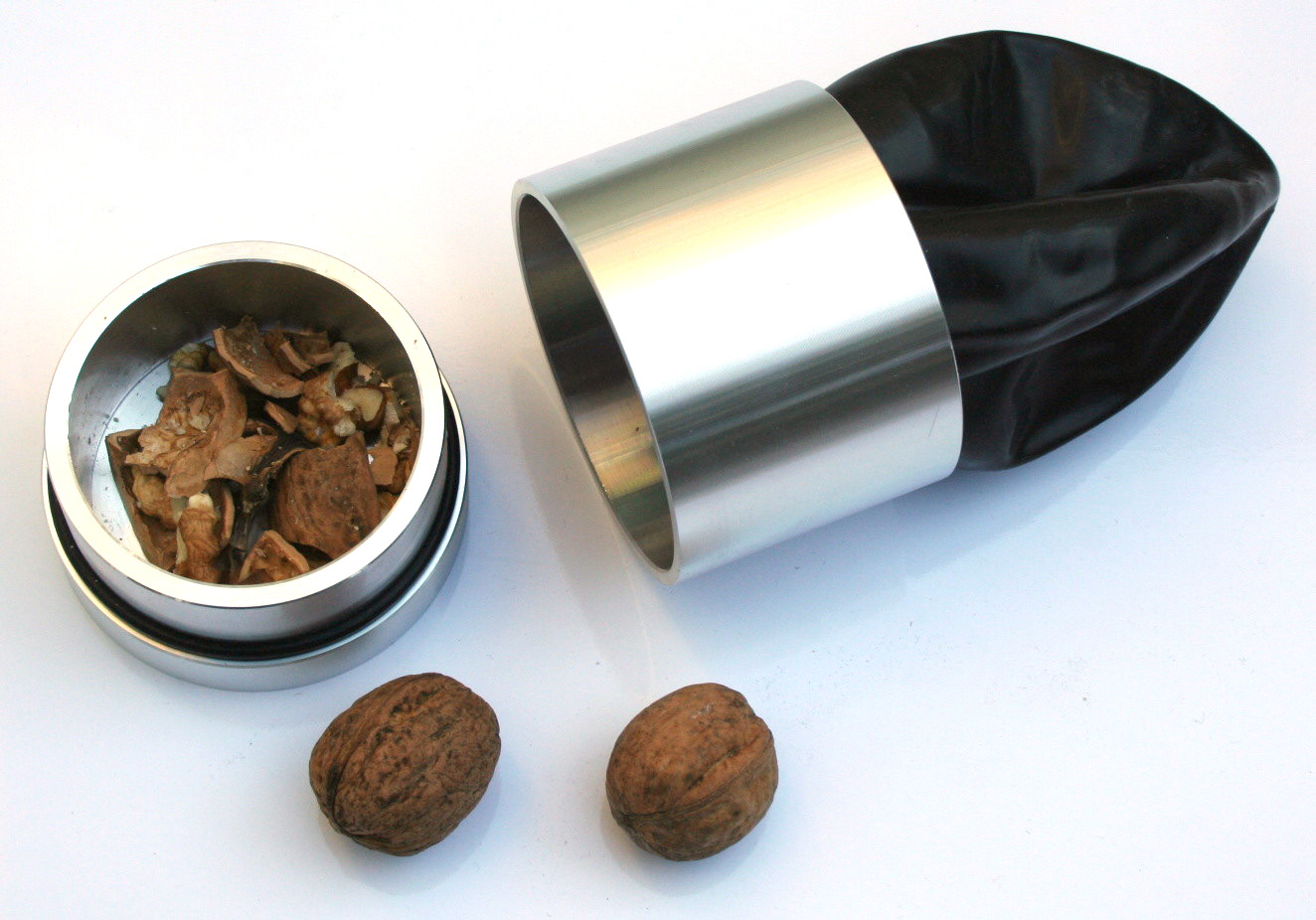
Nussschleuder aus Aluminium
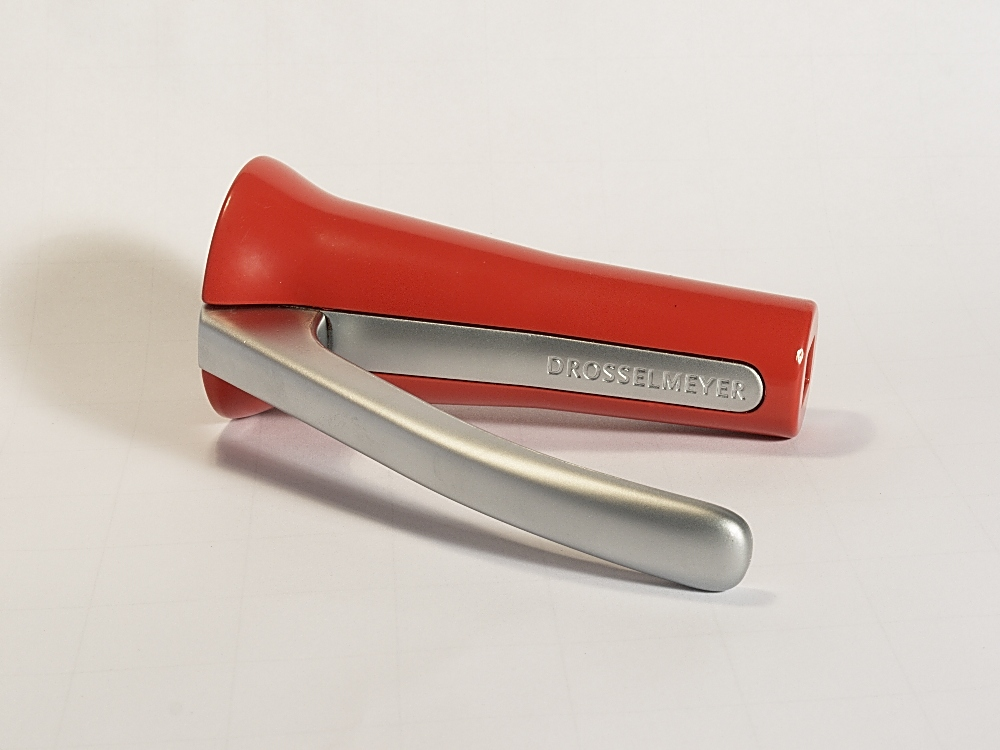
Becherförmiger Nussknacker nach Drosselmeyer mit Hebelmechanismus
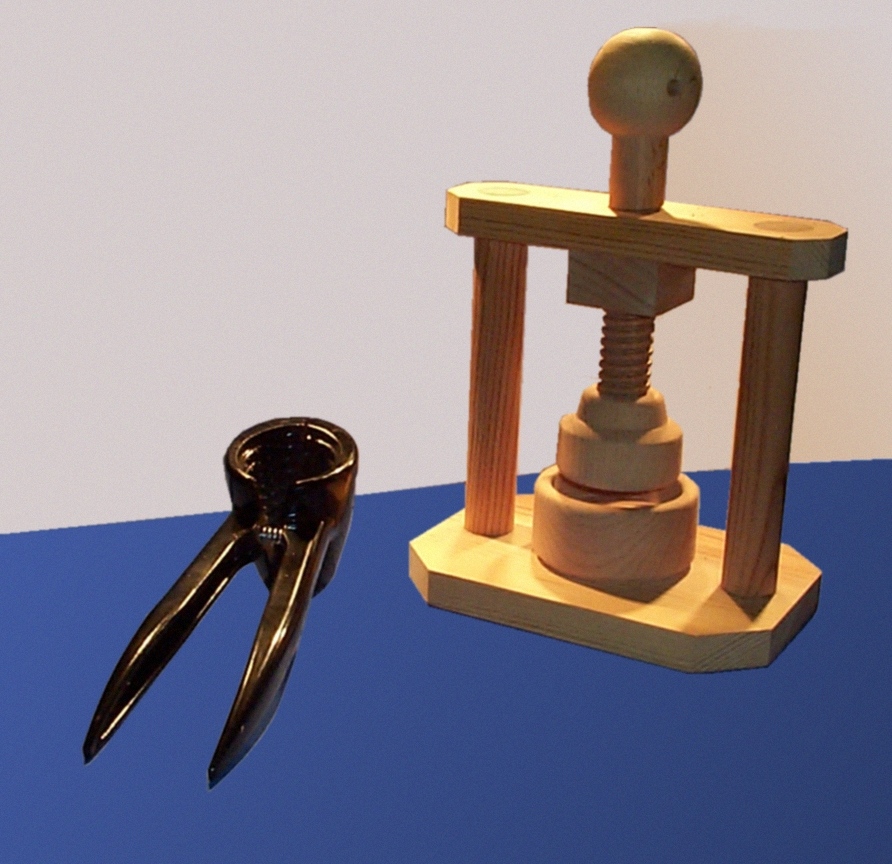
Funktionale Nussknacker

### Dekorative Nussknacker

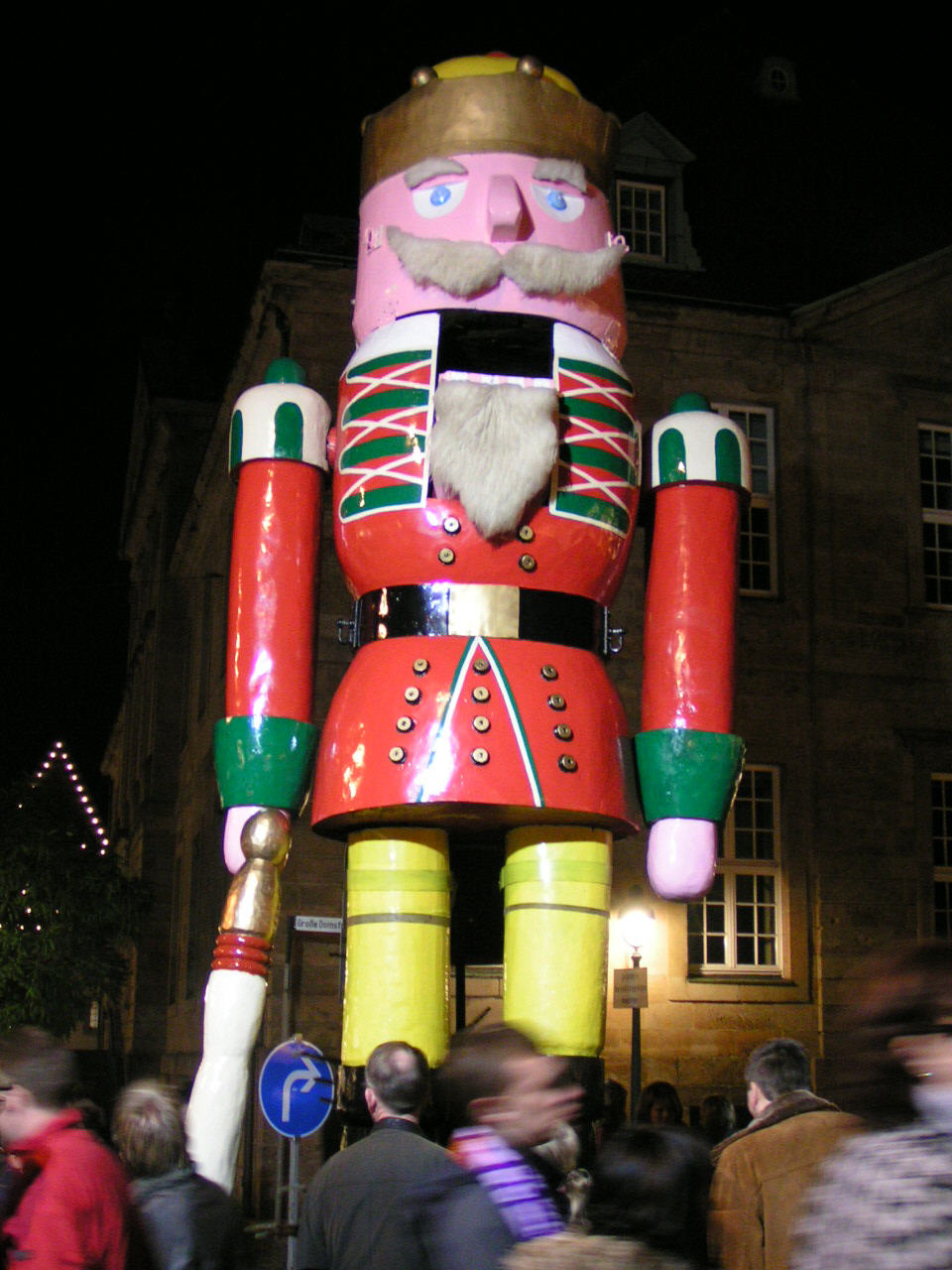
6 m hoher Nussknacker auf dem Weihnachtsmarkt Osnabrück

- Nussknacker-Figuren aus Holz, die die Nüsse mittels Hebeltechnik in ihrem „Mund“ knacken. Diese Figuren werden in der  Weihnachtszeit als Dekoration aufgestellt. Hergestellt wurden die ursprünglich Nussbeisser genannten und für den Handel bestimmten Holzfiguren um 1650 in Berchtesgaden und ab 1735 in Sonneberg. Im Erzgebirge verbreitete sich die Herstellung der Nussknacker-Figuren in der zweiten Hälfte des 19. Jahrhunderts mit dem Zentrum in Seiffen. Das oft grimmige Aussehen der Nussknackergesichter ähnelt der damaligen Obrigkeit (Förster, Gendarm, König, Husar usw.). Ein ca. 35 cm großer Nussknacker dieser Art wird in etwa 130 Arbeitsgängen hergestellt und kann aus bis zu 60 Einzelteilen bestehen. Es wird vorwiegend Fichten- oder Buchenholz verarbeitet, und zum Dekorieren werden Materialien wie Fell, Borsten, Leder, Stoff, Schnüre und leuchtend bunte Farben verwendet.
- Riesen-Nussknacker werden als Dekorationselemente auf Weihnachtsmärkten aufgestellt. Bis 2017 war lange Zeit der größte bekannte Nussknacker auf Weihnachtsmärkten ein 6 m hohes Exemplar auf dem Osnabrücker Weihnachtsmarkt.[1] Er wird seit dem November 2017 von einem 7,60 m hohen Exemplar auf dem CentrO-Weihnachtsmarkt in Oberhausen übertroffen.[2] Als größter Nussknacker der Welt gilt der 10,10 m hohe und 3285 Kilogramm schwere Ritter Borso von Riesenburg, der vor dem Nussknackermuseum in Neuhausen/Erzgeb. steht.[3][4]

## Geschichte

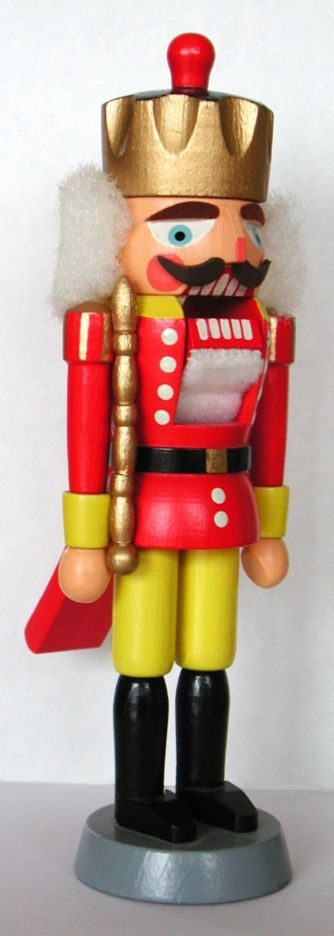
Ein typischer Nussknacker aus dem Erzgebirge, wie er seit Mitte des 18. Jahrhunderts gefertigt wird

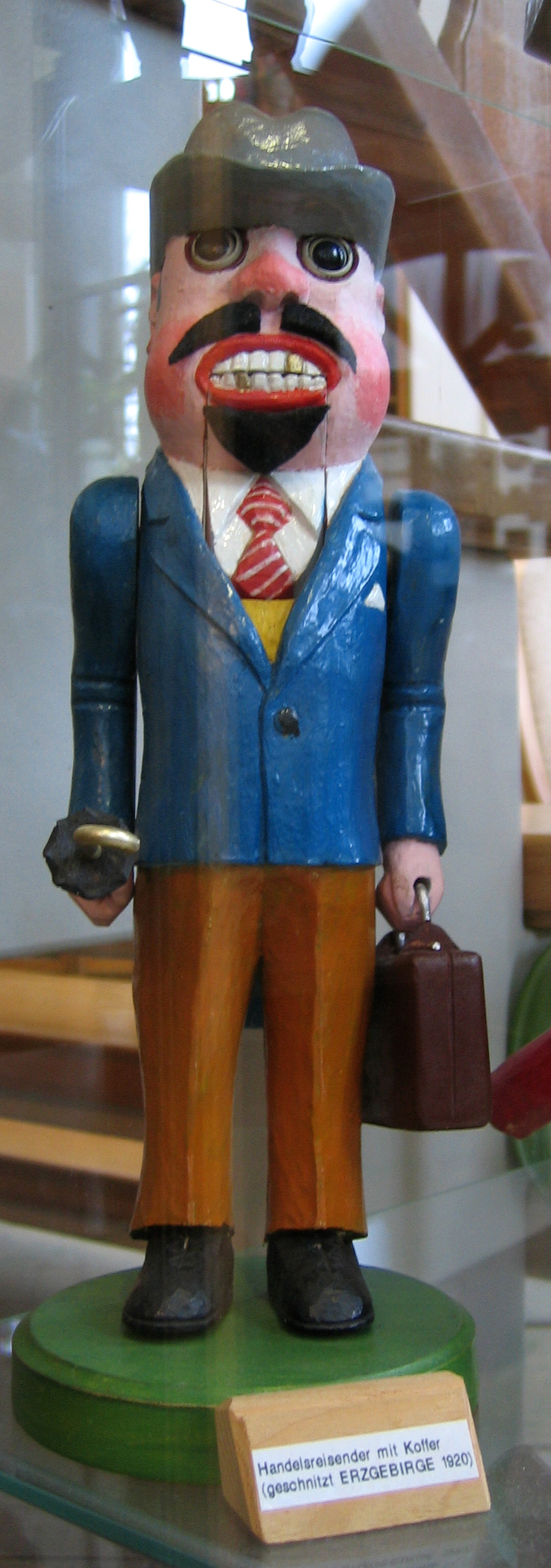
Einer von knapp 5000 Nussknackern im ersten Nussknackermuseum Europas in Neuhausen/Erzgeb.

Den ersten Nussknacker, bestehend aus zwei Hebelarmen, gab es bereits in der Antike. Er wurde wohl im antiken Griechenland erfunden und im 4. Jahrhundert v. Chr. von Aristoteles erwähnt. Ein bereits recht dekoratives Modell aus Bronze aus der Zeit um 300 v. Chr. wurde in einem Grab bei Tarent gefunden. Die unteren Schichten, die nicht über ein solches Gerät verfügten, benutzten entweder einen Stein, einen Hammer oder ihre Zähne. Auch Leonardo da Vinci soll an einem Gerät zum Nüsseknacken getüftelt haben. Er entwickelte jedenfalls eine Drehbank zum Drechseln hölzerner Figuren. So gab es bereits im 16. Jahrhundert nachweislich figürliche Nussknacker. König Heinrich VIII. von England schenkte seiner zweiten Ehefrau Anne Boleyn einen kunstvoll geschnitzten Knacker. Jacob Grimm beschreibt in diesem Zusammenhang, dass Nussknackerfiguren sich aus Götzenfiguren zur Besänftigung der Hausgeister entwickelt haben.
Die Blütezeit der kunstvollen Nussknackerfiguren begann im 18. Jahrhundert, als sie zunächst in Gröden und in Oberammergau geschnitzt wurden. In Südtirol wurden vor allem lustige Typen aus dem Volk hergestellt, in Bayern orientalische Figuren. Aus Sonneberg in Thüringen kamen ab 1735 Holznussknacker in den Handel. Neben dem Sonneberger Reiterlein wurde der Sonneberger Nussknacker bis in die 1920er Jahre zur Symbolfigur der Weltspielwarenstadt.
Nach der Einstellung des Bergbaus im 19. Jahrhundert suchten die Menschen im Erzgebirge vor allem im so genannten Spielzeugwinkel zwischen Seiffen, Drebach, Olbernhau und Neuhausen/Erzgeb. nach neuen Erwerbsquellen. Sie verlegten sich hauptsächlich aufs Drechseln und die Herstellung dekorativer Gegenstände aus Holz, wie Stühle und Möbel, aber auch auf die Fertigung von Holzspielzeug und Fensterfiguren, wie Engel und Bergmann, Schwibbögen, Räuchermännchen und auch Nussknacker. Zu den beliebtesten Figuren der „Hebelmänner“ wurden Gendarmen, Soldaten oder Könige. Den ersten Nussknacker in der heute bekannten erzgebirgischen Form und Farbgebung drechselte Friedrich Wilhelm Füchtner um 1870. Die Gestalten mit dem riesigen Maul sollten Respekt einflößen. Auch wurden Nussknacker zum Teil als Karikaturen hergestellt. So wurde beispielsweise Napoleon nach der Völkerschlacht bei Leipzig als Nussknacker dargestellt, später auch Bismarck.
Die bunt bemalten Figuren fanden natürlich auch bei Kindern Anklang; sie wurden auf den Weihnachtsmärkten verkauft und galten im 19. Jahrhundert auch als Kinderspielzeug. Doch auch der funktionale Nussknacker wurde von Designern entdeckt, zum Beispiel in der Phase des Jugendstils.

## Nussknacker in der Literatur und auf der Bühne
Literarischen Ruhm erlangte der Nussknacker durch das Weihnachtsmärchen Nußknacker und Mausekönig, das E.T.A. Hoffmann im Jahr 1816 schrieb. Die Figur war ein Husar: „Er trug ein sehr schönes, violett glänzendes Husarenjäckchen mit vielen weißen Schnüren und Knöpfchen, ebensolche Beinkleider und die schönsten Stiefelchen, die jemals an die Füße eines Offiziers gekommen waren.“
Nicht ganz so bekannt ist eine Weihnachtsgeschichte des Struwwelpeter-Autors Heinrich Hoffmann, die er 1851 unter dem Titel König Nußknacker und der arme Reinhold schrieb. Die Figuren aus dem Erzgebirge, die in diesem Buch auftreten und von ihm gezeichnet wurden, hatte Hoffmann vorher als Anschauungsobjekte eigens auf dem Nürnberger Christkindlesmarkt gekauft. Die Titelfigur ist ein stolzer König, der sich mit den Worten vorstellt: „König Nußknacker, so heiß' ich, harte Nüsse, die zerbeiß' ich. Süße Kerne schluck' ich fleißig, doch die Schalen, ei, die schmeiß' ich lieber andern hin, weil ich König bin.“ Die Geschichte enthält auch noch eine Parodie auf die Kaiserhymne, die dem Werk ein vorübergehendes Publikationsverbot einbrachte.
Das Ballett Der Nussknacker von Pjotr Tschaikowski hatte am 6. Dezemberjul. / 18. Dezember 1892greg. in Sankt Petersburg Premiere. Die literarische Vorlage ist wiederum E.T.A. Hoffmanns Nussknacker und Mausekönig.

## Sonstiges
Am 29. August 2021 flog der Reisenussknacker Wilhelm im Gepäck des ESA-Astronauten Matthias Maurer mit dem Versorgungsflug Dragon CRS-23 zur Internationalen Raumstation. Der Reisenussknacker ist seit 2016 als hölzerner Botschafter von Chemnitz, der Kulturhauptstadt Europas 2025, unterwegs.